# ترافيس برودي
ترافيس برودي (بالإنجليزية: Travis Brody)‏ هو لاعب كرة قدم أمريكية أمريكي، ولد في 14 مارس 1984.